# リターナー
『リターナー』（英題：Returner）は、2002年8月31日公開の日本映画。VFXを多用したSFアクション映画である。

## 概要
金城武と鈴木杏がダブル主演したSFアクションムービー。2000年公開の『ジュブナイル』に続く山崎貴監督の劇場用作品第2作である。
主に横浜が舞台になっているが、実際には神戸など日本各所で撮影された。
コンピュータグラフィックスなどのVFXを多用する一方、銀残しによる表現などアナログ技術も効果的に用いられている。

## ストーリー
2084年の地球は「ダグラ」と呼ばれる宇宙人に侵略されており、人類は絶滅の危機にさらされていた。未来を守るため、2002年に地球に侵略してきた最初のダグラを抹殺すべく、時を越えて少女ミリがやって来る。たまたま彼女は、銃の使い手で闇の取引現場からブラックマネーを奪還して依頼者にその金を送り戻すプロの仕事人「リターナー」のミヤモトと出会った。最初はミリの話に耳を傾けなかったミヤモトだったが、首に爆弾を仕掛けられ、嫌々そのミッションに手を貸す。しかし、そこに15年前、かつてのミヤモトの幼馴染を殺したチャイニーズマフィア・溝口がからんでくる。地球に侵入してきた最初のダグラを巡る攻防が繰り広げられるが、その先には意外な事実があった。

## 登場人物

### 主要人物
ミヤモト - 金城武（幼少期：本郷奏多）
闇取引を妨害してブラックマネーを奪還する裏世界の仕事人“リターナー”。幼少期を大陸（恐らく中国）のマンホール（地下道）で過ごした孤児だったが、友人のシーファンを殺した溝口への復讐のために裏稼業の世界へ飛び込んだ。非常に高い身体能力を持ち、卓越した射撃能力を兼ね添えた銃の使い手。
ミヤモトという名前は日本に渡ってきたときに謝によって命名してもらったもの。名前の元になったのは、日本で一番強い人物。主に使用する拳銃は、ガバメント9mmカスタム。
ミリ - 鈴木杏
ダグラとの戦争を回避するため未来から来た14歳の少女。弟（上坂巧）をダグラに殺害され、弟の形見のクマのぬいぐるみを所持している。当初は自分の話を信じないミヤモトとは時にいがみ合いながらも、彼の相棒として未来を変えるため行動を共にする。ダグラの侵略戦争によって荒廃した貧困の未来世界でまともな食事を取ったことがないため、食事の作法がまったくなっておらず、ミヤモトに出されたパスタをとても気に入っている。パスタの存在すら知らないため、ゆで方の「アルデンテ」を料理そのものの名前と間違えてしまっている。
銃の扱いには長けており、ターゲットや銃口の向きが見えていない状態でも射撃を命中させられる。2084年から2002年へ来た当初所持していたレーザー拳銃は1発でエネルギー切れとなったため、謝から提供されたワルサーP99拳銃を使用している。銃を受け取った際には「古臭いけどしかたないね」と言い放ってしまった。
溝口 - 岸谷五朗
劉グループ幹部。人を殺すことに何の躊躇も見せず、気に入らないことがあれば平然と人を殺害するような残忍な性格。臓器売買のためミヤモトの友人のシーファンを殺害した張本人。国立宇宙開発研究所第2研究所で捕獲されたダグラのパワーに魅了され、その力を自分の手中に収めようと画策する。愛用する銃はS&W M29のヘビーバレルモデル。
謝 - 樹木希林
ミヤモトを育てた情報屋。その辺の道端にいそうな小汚い婆さんに見えるが、裏世界の情報に精通しており、様々な情報をミヤモトに流して仕事を依頼している。
どこか掴みどころのない飄々とした性格で、他人の言動の真贋を目を見ただけで見透かしたりする。ダグラの襲来といった未来の話を当初ミヤモトはまともに信じていなかったが、謝は彼女の話を信じた。
劉グループに脅されてミヤモトの居場所を教えてしまうが、逆に劉の手下の車に爆弾を仕掛けて吹き飛ばすという派手な仕返しをしてミヤモトたちの行動を援護した。

### その他
劉老板 - 高橋昌也
チャイニーズマフィア「劉グループ」のボス。常に母国の北京語で会話し、溝口らにもそれを強要している。溝口の育ての親のような存在。
八木 - 岡元夕起子
国立宇宙開発研究所第2研究所に所属する科学者。劉グループと繋がりがあり、未来の戦争の原因となった“最初のダグラ”の研究を担当している。
溝口に接触して彼のカリスマ性に魅入られたために劉を裏切り、彼の愛人となる。
唐沢 - 飯田基祐
頭脳派な溝口の部下。彼もまた劉を裏切る。
村上 - 清水一哉
肉体派な溝口の部下。
人身売買の業者 - 趙暁群
取引の最中にミヤモトに撃たれ死亡。
溝口の手下 - 村田充
ミヤモトが妨害した貨物船での子供たちの臓器売買の取引現場に居合わせた。隠れていたところをミヤモトに見つかり、銃を捨てて命乞いをするが、脚を撃たれてしまう。
劉の通訳 - 川合千春
劉老板の傍らに着き、通訳を担当。
ブラウン博士 - ディーン・ハリントン
チベット基地の統括者。戦略時間兵器やソニックムーバーを開発した。
シーファン - 石田法嗣
ミヤモトの幼馴染。臓器売買のため、溝口に連れ去られ、そのまま殺された。
- その他（ゲスト出演） - 石井愃一、PATRICK（パトリック・ハーラン）、樋口真嗣、神谷誠、加藤將、豊田泰雄、杉本なつみ、稲宮誠、森永健司

## 設定
ダグラ
2002年に地球に襲来した宇宙生物。チベット語で「敵」を意味する。宇宙船を旅客機や戦闘機に擬態させる、強力かつ小型なエネルギー兵器を装備するなど高いテクノロジーを持ち、未来人類が開発したエネルギー弾やレーザー弾を無効化するバリアも保有する。人類側にはバリアを貫通する強化徹甲弾も存在するが、ダグラ側も対策を行っており、劇中には徹甲弾を無効化する新型バリアが登場した。実際には身長わずか数十cmの生物だが、装甲強化服を纏い、2mもの巨人となっている。
ソニックムーバー
未来のレジスタンスで使われた装備で、手首に装着して使う。スイッチを押してエネルギーをチャージし、離すと数秒間の間体感時間を20倍に引き延ばし、爆発的なスピードで動くことが出来るようになる。ミリが未来で戦死した兵から受け取り2002年に持ってきたが、回数制限があり6回しか使えなかった。戦闘のプロであるミヤモトがこれを用いると、拳銃のみでサブマシンガンを装備した兵士を数人倒すなどの超人的なことも可能。
戦略時間兵器
いわゆるタイムマシン。未来の人類の切り札であり、最後の望みでもある。ブラウン博士が発明した。転移先の時間軸、座標を入力し、現在地との間にエネルギーチューブを張って時間の移動を可能にする。ミリがこれに飛び込んだ際にはこのエネルギーチューブが安定しておらず、結果ダグラのコンタクトまで3日しか無い時間に来てしまった。

## スタッフ
- 製作 - 亀山千広、島谷能成、阿部秀司
- 企画 - 関一由、宮下昌幸、島村達雄、島村達雄
- プロデューサー - 宅間秋史、堀部徹、安藤親広
- アソシエイトプロデューサー - 前川万美子、小出真佐樹
- 共同脚本 - 平田研也
- 音楽 - 松本晃彦
- ラインプロデューサー - 竹内勝一
- 撮影 - 柴崎幸三、佐光朗
- 照明 - 上田なりゆき
- 録音 - 佐藤忠治、田中靖志
- 美術 - 上條安里
- 装飾 - 龍田哲児
- 編集 - 田口拓也
- 助監督 - 片島章三
- サウンドデザイナー - 百瀬慶一
- スクリプター - 石山久美子
- キャスティング - 守屋圭一郎
- 衣裳 - 能澤宏明
- 衣裳デザイン - Tony Crosbie
- 制作担当 - 大西洋志
- アクション監督 - 髙橋伸稔
- ガン・イフェクト - BIGSHOT
- カースタント - カースタントTA・KA
- 特殊人体造形 - 松井祐一
- VFX
  - 白組
    - ビジュアルエフェクトディレクター - 渋谷紀世子

  - Motor/lieZ
    - VFX - 佐藤敦紀、丹羽学

  - OMNIBUS JAPAN
    - VFXプロデューサー - 石井教雄

  - IMAGICA
  - 特撮研究所
    - 特撮監督 - 尾上克郎
    - 撮影 - 中根伸治
    - 照明 - 安藤和也
    - 美術 - 松浦芳
    - 特殊効果 - 鈴木昶
- Returner Film Partners - フジテレビジョン、東宝、アミューズピクチャーズ、ROBOT、白組、IMAGICA
- VFXプロダクション - 白組
- 制作プロダクション - ROBOT
- 監督・脚本・VFX - 山崎貴

## 主題歌
- レニー・クラヴィッツ「Dig in」

## パッケージソフト
DVD『Returner リターナー』
2003年3月7日 アミューズソフトエンタテインメント ASBY-2321, ASBY-2322
VHS『Returner リターナー』
2003年3月7日 東宝ビデオ TG5561R
SoundTrack CD『Returner リターナー』
2002年8月21日 東芝EMI TOCT-24831
ThemeSong CD「Dig in」（日本盤）
2001年11月21日 東芝EMI VJCP-12143

## テレビ放送
- 2004年8月28日、フジテレビ系列『プレミアムステージ 特別企画』にて地上波初放映。ビデオリサーチ社による世帯視聴率（関東地区）は12.1%。放映時間は116分から95分に短縮編集されている。劇場公開版やDVD・VHSとの一番の違いは、チャイニーズマフィアの劉グループが存在しないことになっている点。そのため、劉老板とその取り巻きは一切登場しないが、一部のテレビ誌での紹介には高橋昌也と川合千春の名前が掲載されていた。各種衛星放送で放送する際は短縮されることは少ない。
- DVDやVHSでは普通のフォントだった字幕が、劇場公開版と同じ手書き風の書体に戻っている。

## 4Kデジタルリマスター
2024年11月29日から1週間限定で全国の一部劇場にて上映された。PG12指定。

## 受賞歴
- 第7回日本インターネット映画大賞
  - 監督賞（山崎貴）
  - 助演女優賞（鈴木杏）
  - 映像賞